# Fritz Schlumpf

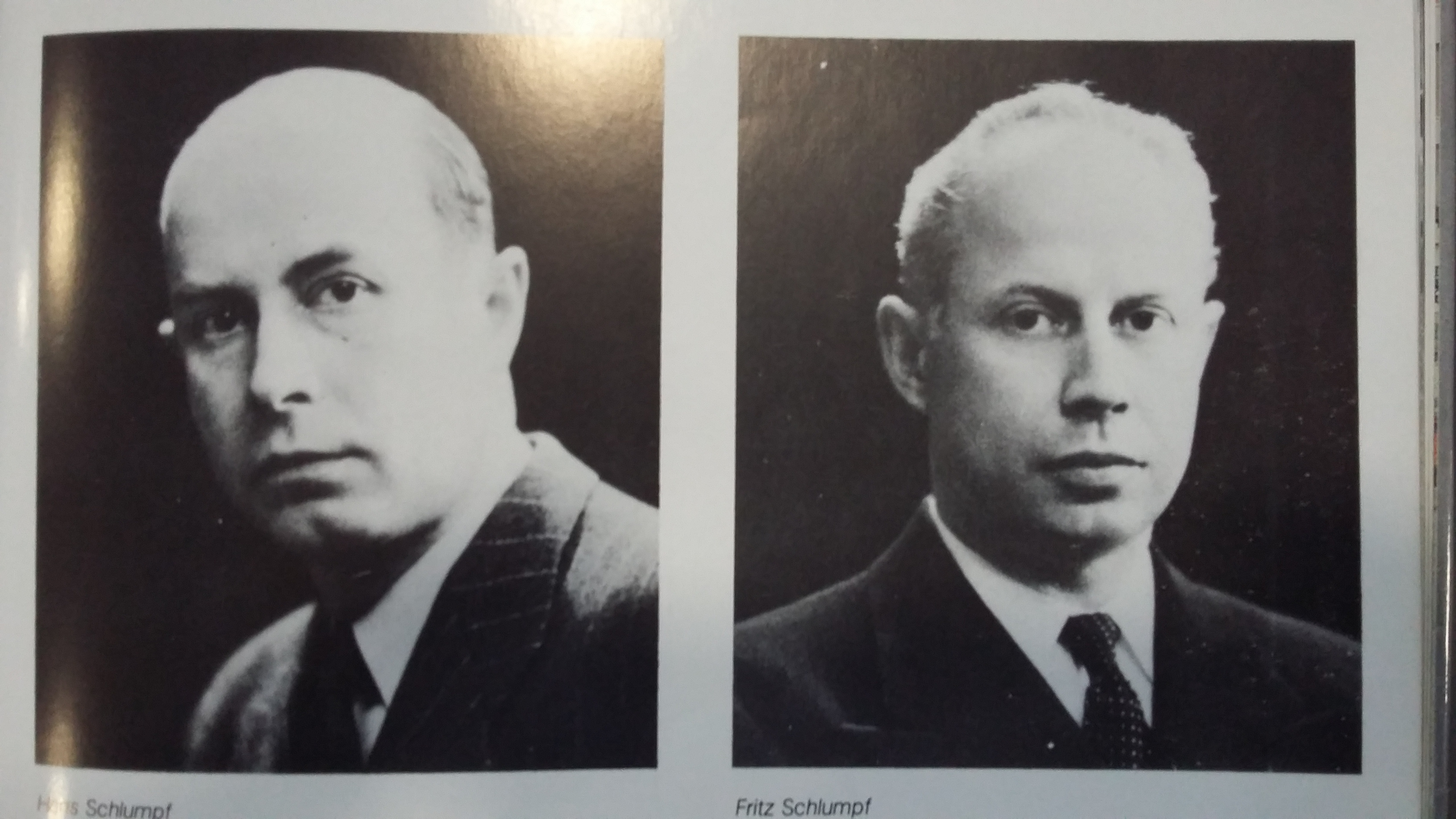
Fritz Schlumpf (rechts)

Federico «Fritz» Filippo Augustino Schlumpf (* 24. Februar 1906 in Omegna bei Mailand; † 18. April 1992 in Basel) war ein Schweizer Textilproduzent und Automobilsammler aus Mülhausen im Elsass, Frankreich.

## Leben

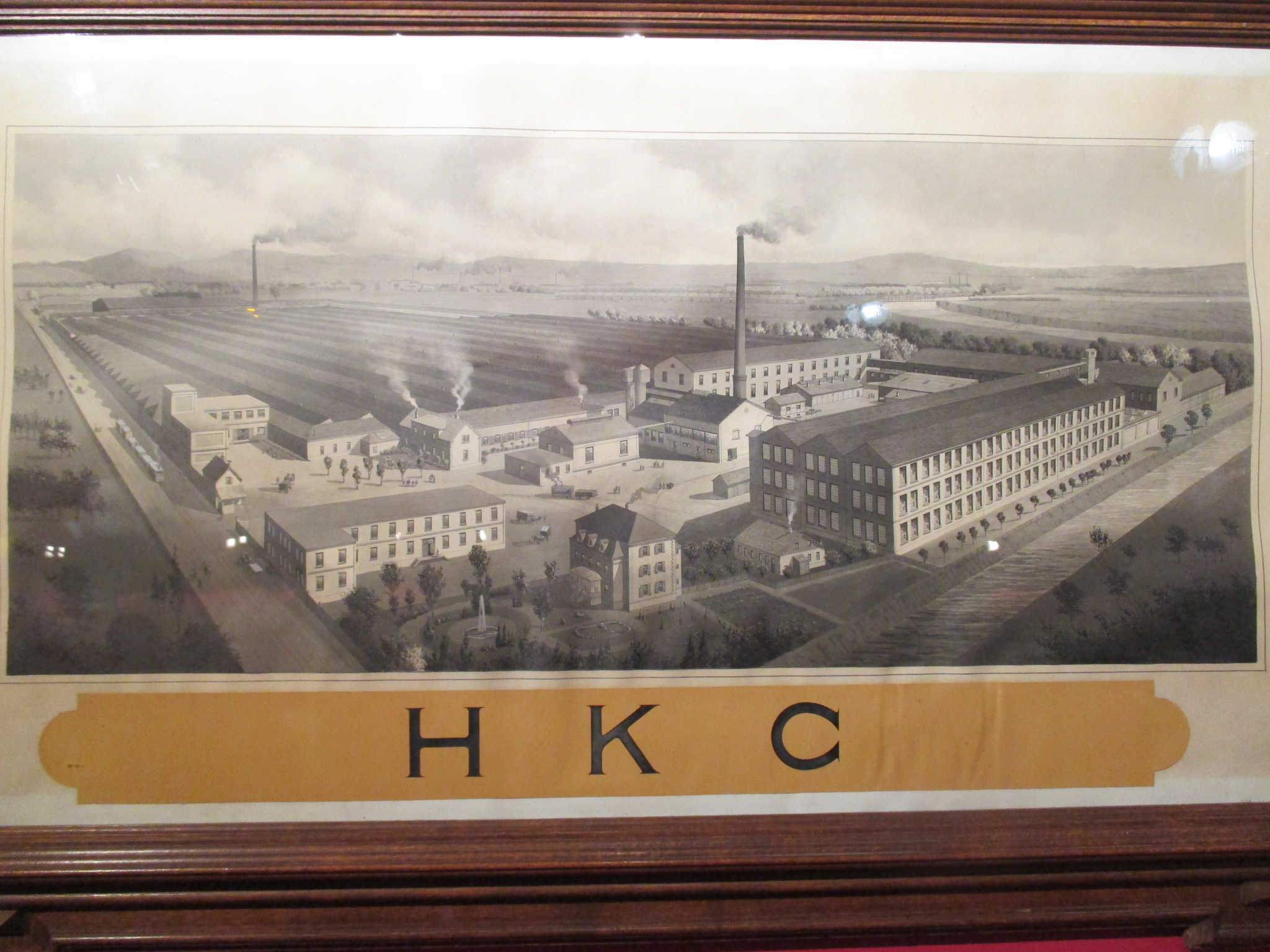
HKG wool mills bought by the Schlumpf brothers in 1957

Fritz Schlumpf war der Sohn des Schweizer Textilingenieurs Carl Schlumpf und dessen elsässischer Ehefrau Jeanne Becker. Der Textilproduzent Hans Schlumpf war sein Bruder. 1908 zog die Familie um nach Mülhausen, Elsass, und Schlumpf lebte dort bis zur Flucht der Brüder ins Schweizer Exil im Jahre 1977. Fritz Schlumpf beteiligte sich 1938 an der Spinnerei Malmerspach, im Thanntal. Als die jüdischen Eigentümer wegen der Annexion Frankreichs fliehen mussten, übernahm er die ganze Firma. Den Brüdern gelang es zwischen den 1930er und 1970er Jahren, in Frankreich das Monopol für gekämmte Garne zu erlangen, womit sie mit ihren drei Fabriken im Elsass (Malmerspach, Erstein und Glück) und einer in Nordfrankreich (Defrenne et Cie) den Markt für Kammgarn uneingeschränkt beherrschten.

## Automobilsammlung
Die Brüder Fritz und Hans Schlumpf trugen zwischen 1945 und 1977 eine umfangreiche Sammlung von mehr als vierhundert klassischen Automobilen zusammen. Zur Sammlung zählten u. a. fünfzehn Rolls-Royce, 30 Mercedes und über einhundert Bugatti, davon zwei der sechs erhaltenen «Bugatti Royales». Zur Finanzierung des Hobbys belasteten die Brüder Schlumpf ihre Unternehmen so stark, dass sie 1977 zahlungsunfähig wurden und in der Folge über 2000 Beschäftigte in die Arbeitslosigkeit entlassen werden mussten. Die bis dahin in der Öffentlichkeit nicht bekannte Automobilsammlung wurde bei Ausschreitungen im Rahmen eines Streiks von den ehemaligen Arbeitern des Textilwerkes entdeckt.
Mit dem zu erzielenden Erlös aus dem Verkauf der Fahrzeuge hätten die Forderungen der Gläubiger bedient werden können, jedoch konnte die Sammlung – vor allem durch die Intervention der französischen Regierung unter Valéry Giscard d’Estaing – in ihrer Gesamtheit erhalten werden. Damit wurde auch eine Forderung der arbeitslosen Arbeiter (darunter eine große Zahl Frauen) erfüllt: Sie wären mit dem Verkauf ein zweites Mal betrogen worden, denn die Sammlung wollten sie zumindest der Region erhalten.
Die ehemaligen Werkhallen einer ihrer Textilfabriken in Mülhausen beherbergen heute die Cité de l’Automobile, die auch unter dem Namen Collection Schlumpf bekannt ist. Das Streben und Wirken der Gebrüder Schlumpf ist widersprüchlich zu bewerten: Ihre wirtschaftliche und soziale Verantwortung – sowohl sich selbst als auch ihren Mitarbeitern gegenüber – völlig außer Acht lassend, hinterließen sie der Nachwelt eines der größten und faszinierendsten Automobilmuseen der Welt.